# Namur (Metro Montreal)

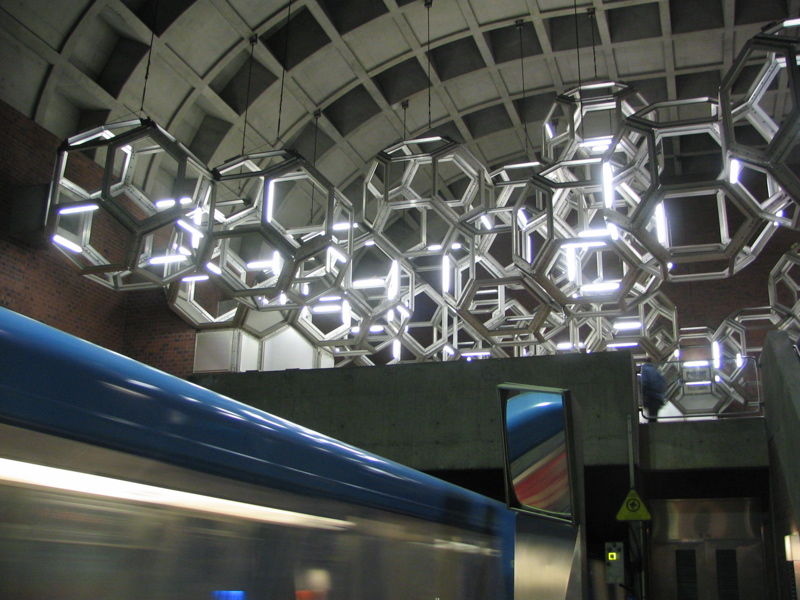
Die Skulptur Système von Pierre Granche

Namur ist eine U-Bahn-Station in Montreal, Kanada. Sie befindet sich im Arrondissement Côte-des-Neiges–Notre-Dame-de-Grâce an der Kreuzung von Rue Jean-Talon und Boulevard Décarie. Hier verkehren Züge der orangen Linie 2. Im Jahr 2016 nutzten 2.721.639 Fahrgäste die Station, was dem 46. Rang unter den insgesamt 68 Stationen der Metro Montreal entspricht.

## Bauwerk
Die vom Architekturbüro Labelle, Marchand et Geoffroy entworfene Station entstand als Tunnelbahnhof und besitzt in der Mitte eine geräumige Halle, in der sich die Verteilerebene befindet. Die Architektur ist funktional und weist keine Besonderheiten auf, sodass die Blicke auf eine riesige Skulptur gerichtet werden, die von der Hallendecke hängt. Das Werk Système von Pierre Granche ist das größte und teuerste der gesamten Montrealer Metro. Es besteht aus 28 abgerundeten Aluminium-Oktaedern, die sich von Verankerungen an den Wänden aus wie eine organische Masse auszubreiten und wie eine Wolke zu schweben scheinen. Beleuchtet von fluoreszierenden Lampen, erzeugen sie Reflexionen auf dem gefliesten Boden der Verteilerebene.
In 24,1 Metern Tiefe befindet sich die Bahnsteigebene mit zwei Seitenbahnsteigen. Die Entfernungen zu den benachbarten Stationen, jeweils von Stationsende zu Stationsanfang gemessen, betragen 768,70 Meter bis De La Savane und 988,47 Meter bis Plamondon. Es bestehen Anschlüsse zu vier Buslinien und sechs Nachtbuslinie der Société de transport de Montréal. In der Nähe befindet sich die Pferderennbahn Hippodrome de Montréal.

## Geschichte
Die Eröffnung der Station erfolgte am 9. Januar 1984, zusammen mit dem Teilstück Plamondon–Du Collège der orangen Linie. Namensgeber ist die ehemalige Rue Namur, benannt nach der Stadt Namur in Belgien. Diese Straße war einige Jahre vor der Stationseröffnung mit der Rue Jean-Talon verbunden und entsprechend umbenannt worden, dennoch hielt man an Namur als Stationsnamen fest. Während der Planungsphase war der Stationsname Arnoldi vorgesehen, nach der parallel verlaufenden Rue Arnoldi, die 1980 in Rue Namur umbenannt wurde.